# Liste Essener Bahnhöfe
Die Liste Essener Bahnhöfe umfasst alle aktuellen und ehemaligen Bahnhöfe und Haltepunkte für den Eisenbahnpersonenverkehr in Essen.
Auf dem heutigen Gebiet der Stadt Essen entwickelte sich bis Ende des 19. Jahrhunderts das dichteste Eisenbahnnetz des Ruhrgebiets. Die Köln-Mindener Eisenbahn-Gesellschaft eröffnete 1847 mit einem Teil der Bahnstrecke Duisburg–Dortmund die Anbindung an die damals noch abgelegenen nördlichen Bereiche von Essen mit dem Bahnhof Essen-Altenessen, damals Essen CM genannt. Die Bergisch-Märkische Eisenbahn-Gesellschaft errichtete 1862 mit der Bahnstrecke Witten/Dortmund–Oberhausen/Duisburg die große Ost-West-Verbindung durch Essen, an der der Hauptbahnhof, damals Essen BM, liegt. Die Rheinische Bahn konkurrierte ab 1866 mit einer weiteren Ost-West-Verbindung und dem Bahnhof Nord, damals Essen RhE  an der Bahnstrecke Osterath–Dortmund Süd, die nördlich am damaligen Essener Zentrum vorbeiführte. Diese drei Eisenbahntrassen bildeten das Grundgerüst für eine Vielzahl von Querverbindungen und Anschlussgleisen zu den Zechenstandorten und Industriebetrieben zur Zeit der Industrialisierung in Essen.

## Bahnhöfe und Haltepunkte in Betrieb
| Bahnhof / Haltepunkt                                       | Kürzel / IBNR   | Eröffnung | Ansicht        | Strecken                                                                     | Bemerkung |
| ---------------------------------------------------------- | --------------- | --------- | -------------- | ---------------------------------------------------------------------------- | --- |
| Altenessen 51° 29′ 4″ N, 7° 0′ 25″ O                       | EEAL / 8001900  | 1847      | weitere Bilder | Duisburg–Dortmund                                                            | Nahverkehrshalt der Linien RE 3, RB 32 und der RB 35 |
| Bergeborbeck 51° 28′ 49″ N, 6° 58′ 37″ O                   | EEBE / 8001901  | 1847      | weitere Bilder | Duisburg–Dortmund                                                            | Nahverkehrshalt der Linien RB 32 und RB 35 |
| Borbeck 51° 28′ 16″ N, 6° 56′ 55″ O                        | EEBB / 8001902  | 1879      | weitere Bilder | Mülheim-Heißen–Oberhausen-Osterfeld Nord                                     | Nahverkehrshalt der Linie RE 14 und der S-Bahn S 9; Empfangsgebäude unter Denkmalschutz |
| Borbeck Süd 51° 27′ 43″ N, 6° 57′ 14″ O                    | EEBS / 8005031  | 1982      | weitere Bilder | Mülheim-Heißen–Oberhausen-Osterfeld Nord                                     | S-Bahn-Haltepunkt der Linie S 9 |
| Dellwig 51° 29′ 16″ N, 6° 55′ 17″ O                        | EEDL / 8001903  | 1891      | weitere Bilder | Duisburg–Dortmund                                                            | Nahverkehrshalt der Linien RB 32 und RB 35, liegt in Nachbarschaft zur Station Essen-Dellwig Ost |
| Dellwig Ost 51° 29′ 16″ N, 6° 55′ 37″ O                    | EEDO / 8001904  | 1921      | weitere Bilder | Mülheim-Heißen–Oberhausen-Osterfeld Nord Essen-Dellwig Ost–Bottrop           | S-Bahn-Haltepunkt der Linie S 9, liegt in Nachbarschaft zur Station Essen-Dellwig |
| Eiberg 51° 26′ 30″ N, 7° 6′ 34″ O                          | EEIB / 8001905  | 1968/1969 | weitere Bilder | Witten/Dortmund–Oberhausen/Duisburg                                          | S-Bahn-Haltepunkt der Linie S 1 |
| Frohnhausen 51° 27′ 18″ N, 6° 57′ 54″ O                    | EEFO / 8001906  | 1974      | weitere Bilder | Witten/Dortmund–Oberhausen/Duisburg                                          | S-Bahn-Haltepunkt der Linien S 1 und S 3 |
| Gerschede 51° 28′ 58″ N, 6° 56′ 35″ O                      | EEGE / 8001907  | 1968      | weitere Bilder | Mülheim-Heißen–Oberhausen-Osterfeld Nord                                     | S-Bahn-Haltepunkt der Linie S 9 |
| Hauptbahnhof 51° 27′ 5″ N, 7° 0′ 50″ O                     | EE / 8000098    | 1862      | weitere Bilder | Witten/Dortmund–Oberhausen/Duisburg Essen–Gelsenkirchen Essen–Essen-Werden   | Fern-, Regional- und S-Bahn-Verkehrsknoten |
| Bahnhof Haus Scheppen 51° 23′ 48″ N, 7° 2′ 59″ O           |                 | 1885?     | weitere Bilder | Hespertalbahn                                                                | Museumsbahn |
| Holthausen 51° 25′ 3″ N, 7° 4′ 24″ O                       | EEHH / 8006514  | 1985      | weitere Bilder | Wuppertal-Vohwinkel–Essen-Überruhr                                           | S-Bahn-Haltepunkt der Linie S 9 |
| Horst 51° 25′ 52″ N, 7° 6′ 10″ O                           | EEHT / 8006194  | 1986      | weitere Bilder | Essen-Überruhr–Bochum-Langendreer                                            | S-Bahn-Haltepunkt der Linie S 3, eröffnet am 10. Mai 1986 |
| Hügel 51° 24′ 16″ N, 7° 0′ 31″ O                           | EEHU / 8001908  | 1890      | weitere Bilder | Essen-Werden–Essen                                                           | S-Bahn-Haltepunkt der Linie S 6 |
| Kettwig 51° 21′ 48″ N, 6° 57′ 13″ O                        | EKG / 8000198   | 1872      | weitere Bilder | Ruhrtalbahn Untere Ruhrtalbahn (stillgelegt)                                 | S-Bahn-Haltepunkt der Linie S 6, Empfangsgebäude unter Denkmalschutz |
| Kettwig Stausee 51° 21′ 24″ N, 6° 56′ 21″ O                | EKGS / 8003245  | 1945      | weitere Bilder | Ruhrtalbahn Untere Ruhrtalbahn (stillgelegt)                                 | S-Bahn-Haltepunkt der Linie S 6, ursprünglich provisorischer Haltepunkt Kettwig-Pusch (da die Ruhrbrücke zerstört war, mussten die Fahrgäste der Strecken E-Kupferdreh/E-Hbf – E-Werden – Düsseldorf/Velbert aussteigen und die Ruhr zu Fuß per Schiffbrücke queren) |
| Kray Nord 51° 28′ 10″ N, 7° 4′ 52″ O                       | EEKN / 8001910  | 1872      | weitere Bilder | Essen–Gelsenkirchen                                                          | S-Bahn-Haltepunkt der Linie S 2, Empfangsgebäude unter Denkmalschutz |
| Kray Süd 51° 27′ 28″ N, 7° 4′ 29″ O                        | EEKS / 8001911  | 1896      | weitere Bilder | Witten/Dortmund–Oberhausen/Duisburg                                          | Nahverkehrshalt der Linie RB 40 |
| Kupferdreh 51° 23′ 26″ N, 7° 4′ 50″ O                      | EEKUB / 8001912 | 1969      | weitere Bilder | Wuppertal-Vohwinkel–Essen-Überruhr                                           | Nahverkehrshalt der Linie RE 49 und der S-Bahn S 9 |
| Stadtwald 51° 25′ 21″ N, 7° 1′ 24″ O                       | EESA / 8001896  | 1877      | weitere Bilder | Essen-Werden–Essen                                                           | S-Bahn-Haltepunkt der Linie S 6; hieß bis 1910 Rellinghausen West |
| Steele 51° 27′ 1″ N, 7° 4′ 31″ O                           | EEST / 8000099  | 1901      | weitere Bilder | Witten/Dortmund–Oberhausen/Duisburg                                          | Nahverkehrs-Knotenpunkt der Linien RE 14 und RE 49 und der S-Bahnen S 1, S 3 und S 9 |
| Steele Ost 51° 26′ 39″ N, 7° 5′ 20″ O                      | EESO / 8001913  | 1862      | weitere Bilder | Witten/Dortmund–Oberhausen/Duisburg Essen-Überruhr–Bochum-Langendreer        | S-Bahn-Knotenpunkt der Linien S 1 und S 3 |
| Süd 51° 26′ 24″ N, 7° 1′ 23″ O                             | EESD / 8001897  | 1914      | weitere Bilder | Essen-Werden–Essen                                                           | S-Bahn-Haltepunkt der Linie S 6, Empfangsgebäude unter Denkmalschutz |
| Überruhr 51° 25′ 45″ N, 7° 4′ 9″ O                         | EEUE / 8001914  | 1863      | weitere Bilder | Wuppertal-Vohwinkel–Essen-Überruhr                                           | S-Bahn-Haltepunkt der Linie S 9 |
| Werden 51° 23′ 10″ N, 6° 59′ 51″ O                         | EEWD / 8001915  | 1872      | weitere Bilder | Essen-Werden–Essen Ruhrtalbahn                                               | S-Bahn-Haltepunkt der Linie S 6, Haltepunkt heute nördlich versetzt zum ehemaligen Empfangsgebäude |
| West 51° 27′ 15″ N, 6° 58′ 48″ O                           | EENW / 8001898  | 1880      | weitere Bilder | Witten/Dortmund–Oberhausen/Duisburg Mülheim-Heißen–Oberhausen-Osterfeld Nord | Nahverkehrs-Knotenpunkt der Linien RE 14, RE 49 und RB 33 und der S-Bahnen S 1, S 3 und S 9; als Altendorf eröffnet, später Altendorf-Cronenberg und Altendorf Essen-Süd, seit 1901 Essen-West                                                                       |
| Zollverein Nord 51° 29′ 37″ N, 7° 2′ 51″ O                 | EEKB / 8001909  | 1887      | weitere Bilder | Duisburg–Dortmund                                                            | hieß bis 2009 Essen-Katernberg Süd, heute Nahverkehrshalt der Linien RB 32 und RB 35 |
| Bahnhof Kupferdreh Zementfabrik 51° 23′ 22″ N, 7° 4′ 32″ O |                 | 1885?     |                | Hespertalbahn                                                                | Museumsbahn |

## Stillgelegte Bahnhöfe
| Bahnhof / Haltepunkt                                               | Kürzel | Eröffnung | Stilllegung | Ansicht        | Strecken                                                                                   | Bemerkung |
| ------------------------------------------------------------------ | ------ | --------- | ----------- | -------------- | ------------------------------------------------------------------------------------------ | --- |
| Altendorf 51° 27′ 51″ N, 6° 58′ 6″ O                               | EEAT   | 1874      | 1960        | weitere Bilder | Mülheim-Heißen–Oberhausen-Osterfeld Nord (stillgelegt) Osterath–Dortmund Süd (stillgelegt) | Stilllegung: 1960 für den Personenverkehr, Trasse 2002 für den Güterverkehr; 2010 Anlage eines Rad- und Fußweges auf der Trasse |
| Altendorf (Ruhr) 51° 25′ 29″ N, 7° 6′ 54″ O                        | ALR    | 1879      | 1959        | weitere Bilder | Ruhrtalbahn (hier stillgelegt) Mülheim-Heißen–Altendorf (Ruhr) (stillgelegt)               | Strecke nach Mülheim-Heißen seit 1945, nach Sprengung der Ruhrbrücke, die nicht wieder aufgebaut wurde, unterbrochen; Anbindung an die Ruhrtalbahn 1959 für den Personenverkehr aufgegeben |
| Frintrop 51° 29′ 22″ N, 6° 54′ 49″ O                               | EEFR   | 1879      | 1946        |                | Mülheim-Heißen–Oberhausen-Osterfeld Nord                                                   | |
| Heisingen 51° 23′ 54″ N, 7° 3′ 29″ O                               | EEHE   | 1874      | 1965        |                | Ruhrtalbahn (hier stillgelegt)                                                             | Haltepunkt seit 1874; 1895 um eine Güterabfertigung und 1897 um ein Empfangsgebäude erweitert. 1925 wurde ein neues Empfangsgebäude errichtet und im Januar 1928 erweitert neueröffnet. Es verfügte über einen Schalterraum und eigene Wartesäle für die 1. bis 4. Klasse; es brannte im Jahr 1995 nieder; Personenverkehr 1964 eingestellt, Streckenstilllegung erfolgte 1973 |
| Katernberg Nord 51° 30′ 0″ N, 7° 1′ 19″ O                          | EEKD   | 1880      | 1969        |                | Bochum–Essen/Oberhausen                                                                    | |
| Kettwig v. d. Brücke 51° 21′ 24″ N, 6° 55′ 50″ O                   | KVB    | 1876      | 1968        |                | Untere Ruhrtalbahn (stillgelegt)                                                           | Bahnsteig, Stellwerk, diverse Gebäude noch vorhanden |
| Alter Bahnhof Kupferdreh 51° 23′ 37″ N, 7° 4′ 44″ O                | EEKU   | 1898      | 1973        | weitere Bilder | Hespertalbahn                                                                              | Empfangsgebäude unter Denkmalschutz, heute als Restaurant und Veranstaltungsort genutzt, Bahnsteig dient der Hespertalbahn (Museumsbahn) |
| Margarethenhöhe 51° 26′ 7″ N, 6° 58′ 43″ O                         | EEMG   | 1946      | 1965        |                | Mülheim-Heißen–Altendorf (Ruhr) (stillgelegt)                                              | abgebrochen, keine Gebäudeteile mehr vorhanden, Trasse zum Rad- und Fußweg umgebaut |
| Nord (ursprünglich Rheinischer Bahnhof) 51° 27′ 45″ N, 7° 0′ 37″ O | EENN   | 1866      | 1959        |                | Osterath–Dortmund Süd (teilweise stillgelegt)                                              | 1959: Stilllegung für den Personenverkehr, westlicher Bahnhofsteil abgebrochen, Stellwerk Eno 2015 durch Brand beschädigt und abgerissen, westlicher Bahnhofsteil seit 2011 mit Wohnbebauung neugestaltet, östlich noch Güterverkehr. Als letzter Teil des Bahnhofs stand noch der östliche Anbau des Hauptgebäudes südlich der Gleisbrücke über die Gladbecker Straße. Im Zuge der Umgestaltung der Fläche zwischen dem Universitätscampus Essen der Universität Duisburg-Essen, der ehemaligen Gleisanlagen und des Gebiets des ehemaligen Großmarkts zur Grünen Mitte wurde auch das letzte Gebäude 2018 abgerissen. |
| Posten 1 51° 26′ 18″ N, 7° 4′ 42″ O                                |        | 1945      | 1948 (?)    |                | Wuppertal-Vohwinkel–Essen-Überruhr                                                         | provisorischer Haltepunkt nahe der zerstörten Ruhrbrücke Steele, Fahrgäste mussten aussteigen und zu Fuß per Schiffbrücke nach Steele gehen, Züge aus Richtung Wuppertal/Kupferdreh fuhren weiter Richtung Altendorf (Ruhr) |
| Rellinghausen 51° 25′ 38″ N, 7° 2′ 37″ O                           | EERE   | 1879      | 1965        |                | Mülheim-Heißen–Altendorf (Ruhr) (stillgelegt)                                              | abgebrochen, an dieser Stelle liegt heute ein Discounter, alter Prellbock mit Gedenktafel erinnert an den Bahnhof, Trasse ist Fuß- und Radweg |
| Rüttenscheid 51° 25′ 48″ N, 7° 0′ 27″ O                            | EERU   | 1879      | 1965        |                | Mülheim-Heißen–Altendorf (Ruhr) (stillgelegt)                                              | abgebrochen, Gebiet dient heute als Parkplatz der Messe Essen und der Grugahalle |
| Schlosshotel Hugenpoet 51° 21′ 42″ N, 6° 54′ 54″ O                 |        |           | 1968        |                | Untere Ruhrtalbahn (stillgelegt)                                                           | |
| Segeroth 51° 27′ 51″ N, 7° 0′ 30″ O                                | ECM    | 1872      | 1885        |                |                                                                                            | Personenverkehr 1885 zum Bahnhof Essen Nord verlegt, Gebiet mit der Universität Duisburg-Essen überbaut |
| Steele gegenüber 51° 26′ 17″ N, 7° 4′ 39″ O                        |        | 1847      | 1862        |                | Wuppertal-Vohwinkel–Essen-Überruhr (ehemalige Prinz-Wilhelm-Bahn)                          | Bahnhofsgebäude erhalten (heute Wohnhaus Langenberger Str. 109); die nahe Straße Drehscheibe erinnert an ehemaligen Streckenendpunkt; 1862 nach Bau der Ruhrbrücke Steele und Streckenverlängerung bis zum heutigen Bahnhof Essen-Steele Ost aufgegeben |
| Steele Süd 51° 26′ 38″ N, 7° 6′ 34″ O                              | EESU   | 1879      | 1965        |                | Mülheim-Heißen–Altendorf (Ruhr) (stillgelegt)                                              | nichts mehr vorhanden, Gebiet ist seit den 1980er Jahren Parkanlage |
| Stoppenberg 51° 28′ 19″ N, 7° 1′ 32″ O                             | ESO    | 1901      | 1969        |                | Bochum–Essen/Oberhausen (stillgelegt)                                                      | Bahnhofsgebäude 1984 niedergelegt. Mittlerweile sind keine Spuren mehr vorhanden und das Gelände ist großteils überbaut. Nur der Rad-/Fußweg entlang des Stoppenberger Bachs und eine nördlich gelegene ehemalige Bahnbrücke über die Tuttmannstraße lassen den ursprünglichen Streckenverlauf erahnen. |